# Savigny (Alta Savoia)
Savigny è un comune francese di 730 abitanti situato nel dipartimento dell'Alta Savoia nella regione dell'Alvernia-Rodano-Alpi.

## Società

### Evoluzione demografica
Abitanti censiti